# Polemologie
Polemologia este o știință politică ce studiază conflictele militare și geneza acestora.
Polemologia este o ramură a sociologiei care studiază cauzele și consecințele sociale ale războiului și păcii în calitatea lor de fapte sociale, de proprietăți ale sistemelor sociale. În concepția lui Gaston Bouthoul, creatorul termenului, Polemologia este cercetarea științifică a războaielor ca fenomene sociale, a formelor, cauzelor, efectelor, mobilurilor, forțelor motrice și funcțiilor lor (Traité de Sociologie. Les Guerres. Eléments de polemologie, 1951). Studiul războiului, din această perspectivă, este o premiză pentru definirea condițiilor păcii, ca posibilitate a cărei determinare nu se reduce doar la absența violenței armate, cât la absența violenței în general, atât a celei directe cât și a celei structurale. În perspectiva lui G. Bouthoul, Polemologia depășește tradiționala „știință a războiului" care definea numai arta și tehnica, derularea strategică și tactică.
Abordările războiului ca fapt social, ca mijloc pentru atingerea unor obiective sociale și politice sînt conturate în gîndirea unor înaintași. Carl von Clausewitz (Despre război, 1832-1834) consideră războiul ca un mijloc pentru continuarea unei politici. Politica nu este o variabilă independentă, ea mediază afirmarea intereselor conflictuale. Dimitrie Gusti (Sociologia războiului, 1915) preciza că războiul ca realitate socială „este produsul simultan al unor nenumărate forțe materiale, morale, intelectuale și economice... este mai mult decît numai o simplă chestiune de strategie, aprovizionări și armament, căci el rezumă o întreagă epocă istorică: toată știința, toată economia, toată cultura, toată tehnica unui timp se oglindesc într-însul!" 
Polemologia contemporană își centrează interesul pe stabilirea corelațiilor între nivelul dezvoltării socio-economice, structurile politicului, structurile militare, caracteristicile aparatului statal și ale procesului decizional, forța opiniei publice și a liderilor politici, elemente de psihologie socială și individuală.